# Вищеольчедаївська сільська рада
| Вищеольчедаївська сільська рада — колишній орган місцевого самоврядування у Мурованокуриловецькому районі Вінницької області з адміністративним центром у с. Вищеольчедаїв. Сільській раді були підпорядковані населені пункти: - с. Вищеольчедаїв |

## Склад ради
Рада складалася з 16 депутатів та голови.

## Керівний склад сільської ради
| ПІБ                             | Основні відомості                                                                       | Дата обрання | Дата звільнення |
| ------------------------------- | --------------------------------------------------------------------------------------- | ------------ | --------------- |
| Семенюк Олександр Володимирович | Сільський голова, 1971 року народження, освіта, безпартійний                            | 26.03.2006   | 31.10.2010      |
| Квятковська Тетяна Василівна    | Сільський голова, 1963 року народження, освіта середня спеціальна, член Партії регіонів | 31.10.2010   |                 |

Примітка: таблиця складена за даними джерела